# خوشحال‌تر
«خوشحال‌تر» (به انگلیسی: Happier) تک‌آهنگی از هنرمند اهل بریتانیا اد شیرن است که در آلبوم ÷ قرار داشت.
این تک‌آهنگ در چارت‌های، سوئد، بریتانیا، و ایرلند جزو ده ترانه اول قرار گرفت.

## جدول‌های موسیقی
| جدول (۲۰۱۷–۲۰۱۸)                              | بهترین جایگاه |
| --------------------------------------------- | ------------- |
| استرالیا (ای‌آرآی‌ای)                           | ۱۶            |
| اتریش (او۳ تاپ ۴۰ اتریش)                      | ۲۰            |
| بلژیک (اولتراتاپ ۵۰ فلاندرز)                  | ۱۲            |
| بلژیک (اولتراتاپ ۵۰ والونی)                   | ۴             |
| ترانه‌های پاپ بین‌المللی برزیل (جدول‌های کراولی) | ۹             |
| کانادا (۱۰۰ تک‌آهنگ داغ کانادا)                | ۲۲            |
| ای‌سی کانادا (بیلبورد)                         | ۲۷            |
| هات ای‌سی کانادا (بیلبورد)                     | ۳۷            |
| کرواسی (اچ‌آرتی)                               | ۱۲            |
| جمهوری چک (رادیو – تاپ ۱۰۰)                   | ۱۰            |
| جمهوری چک (۱۰۰ تک‌آهنگ دیجیتال برتر)           | ۱۰            |
| دانمارک (ترک‌لیسن)                             | ۱۱            |
| فرانسه (اس‌ان‌ئی‌پی)                             | ۷۳            |
| آلمان (جدول‌های رسمی آلمان)                    | ۱۶            |
| مجارستان (رادیوس تاپ ۴۰)                      | ۱۳            |
| مجارستان (۴۰ آهنگ جاری برتر)                  | ۲۰            |
| ایرلند (ایرما)                                | ۵             |
| ایتالیا (فیمی)                                | ۳۱            |
| هلند (۴۰ آهنگ برتر)                           | ۷             |
| هلند (۱۰۰ تک‌آهنگ برتر)                        | ۱۱            |
| نروژ (وی‌جی-لیستا)                             | ۲۲            |
| فیلیپین (۱۰۰ آهنگ داغ فیلیپین)                | ۱۹            |
| لهستان (۱۰۰ آهنگ برتر ایرپلی لهستان)          | ۴             |
| اسلواکی (رادیو – ۱۰۰ آهنگ برتر)               | ۴             |
| اسلواکی (۱۰۰ تک‌آهنگ دیجیتال برتر)             | ۱۱            |
| اسلوونی (اسلوتاپ۵۰)                           | ۸             |
| اسپانیا (پروموزیک)                            | ۴۳            |
| سوئد (فهرست برترین‌های سوئد)                   | ۹             |
| سوئیس (شوایزر هیت‌پاراد)                       | ۲۲            |
| تک‌آهنگ‌های بریتانیا (اوسی‌سی)                   | ۶             |
| بیلبورد هات ۱۰۰ ایالات متحده                  | ۵۹            |

| جدول (۲۰۱۷)                            | جایگاه |
| -------------------------------------- | ------ |
| استرالیا (ای‌آرآی‌ای)                    | ۹۹     |
| دانمارک (ترک‌لیسن)                      | ۷۹     |
| سوئد (فهرست برترین‌های سوئد)            | ۵۸     |
| تک‌آهنگ‌های بریتانیا (شرکت جدول‌های رسمی) | ۶۸     |

| جدول (۲۰۱۸)                     | جایگاه |
| ------------------------------- | ------ |
| استرالیا (ای‌آرآی‌ای)             | ۷۵     |
| بلژیک (اولتراتاپ فلاندرز)       | ۳۵     |
| بلژیک (اولتراتاپ والونی)        | ۱۱     |
| دانمارک (ترک‌لیسن)               | ۶۳     |
| مجارستان (۴۰ آهنگ برتر رادیویی) | ۵۷     |
| هلند (۴۰ آهنگ برتر هلند)        | ۲۸     |
| پرتغال (ای‌اف‌پی)                 | ۱۸۷    |
| اسلوونی (اسلوتاپ۵۰)             | ۳۰     |
| سوئد (فهرست برترین‌های سوئد)     | ۸۱     |
| سوئیس (شوایزر هیت‌پاراد)         | ۹۸     |

## گواهینامه‌ها
| منطقه                                   | گواهی     | واحد گواهی‌شده/فروش |
| --------------------------------------- | --------- | ------------------ |
| استرالیا (آی‌اف‌پی‌آی استرالیا)            | ۶× پلاتین | ۴۲۰٬۰۰۰            |
| اتریش (فونوگرافی اتریش)                 | طلا       | ۱۵٬۰۰۰             |
| بلژیک (بی‌ئی‌ای)                          | پلاتین    | ۴۰٬۰۰۰             |
| کانادا (میوزیک کانادا)                  | ۳× پلاتین | ۲۴۰٬۰۰۰            |
| دانمارک (آی‌اف‌پی‌آی)                      | ۲× پلاتین | ۱۸۰٬۰۰۰            |
| فرانسه (اس‌ان‌ئی‌پی)                       | پلاتین    | ۲۰۰٬۰۰۰            |
| آلمان (بی‌وی‌ام‌آی)                        | پلاتین    | ۴۰۰٬۰۰۰            |
| ایتالیا (اف‌آی‌ام‌آی)                      | پلاتین    | ۵۰٬۰۰۰             |
| نیوزیلند (آرآی‌ای‌ان‌زد)                   | پلاتین    | ۳۰٬۰۰۰             |
| لهستان (زدپی‌ای‌وی)                       | ۴× پلاتین | ۲۰۰٬۰۰۰            |
| پرتغال (انجمن صنفی گرامافون)            | پلاتین    | ۱۰٬۰۰۰             |
| سوئد (گی‌ال‌اف)                           | پلاتین    | ۴۰٬۰۰۰             |
| سوئیس (آی‌اف‌پی‌آی سوئیس)                  | پلاتین    | ۲۰٬۰۰۰             |
| بریتانیا (بی‌پی‌آی)                       | ۲× پلاتین | ۱٬۲۰۰٬۰۰۰          |
| ایالات متحده (آرآی‌ای‌ای)                 | ۲× پلاتین | ۲٬۰۰۰٬۰۰۰          |
| رقم فروش+پخش جاری تنها بر پایهٔ گواهی‌ها. |           |                    |

## تاریخچه انتشار
| کشور     | تاریخ         | فرمت                   | نسخه         | ناشر   | م.     |
| -------- | ------------- | ---------------------- | ------------ | ------ | ------ |
| استرالیا | ۲۷ آوریل ۲    | رادیوی برترین‌های معاصر | اصلی         | وارنر  | [ ۶۱ ] |
| ایتالیا  | ۲۷ آوریل ۲    | رادیوی برترین‌های معاصر | اصلی         | وارنر  | [ ۶۲ ] |
| بریتانیا | ۲۷ آوریل ۲    | رادیوی برترین‌های معاصر | اصلی         | وارنر  | [ ۶۳ ] |
| گوناگون  | ۲۵ مهٔ ۲۰۱۸    | دانلود دیجیتال         | آکوستیک      | آسیلوم | [ ۶۴ ] |
| گوناگون  | ۱ ژوئن ۲۰۱۸   | دانلود دیجیتال         | ریمیکس تیستو | آسیلوم | [ ۶۵ ] |
| گوناگون  | ۸ ژوئن ۲۰۱۸   | دانلود دیجیتال         | ریمیکس کزت   | آسیلوم | [ ۶۶ ] |
| گوناگون  | ۲۷ ژوئیهٔ ۲۰۱۸ | دانلود دیجیتال         | ریمیکس کزبو  | آسیلوم | [ ۶۷ ] |
| آلمان    | ۶ ژوئیهٔ ۲۰۱۸  | سی‌دی تک‌آهنگ            | اصلی         | وارنر  | [ ۶۸ ] |